# 蒙德马桑
蒙德马桑（法語：Mont-de-Marsan，法語：[mɔ̃ də maʁsɑ̃] ⓘ），法国西南部城市，新阿基坦大区朗德省的一个市镇，同时也是该省的省会，下辖蒙德马桑区，其市镇面积为36.88平方公里，2022年1月1日时人口数量为31455人，是朗德省人口数量最多的市镇，在所有法国市镇中排名第279位。
蒙德马桑位于朗德省东部，米杜河与杜兹河的交汇处，是一个区域性的工商业城市及行政中心，其附近区域是法国重要的禽类农业基地，当地自19世纪起人口逐年上升。

## 地名来源
“马桑”一名的具体来源尚存在争议，有史学家认为其来源于古罗马神话人物玛尔斯，亦有史学家认为其来源于当地历史上的沼泽地貌（法語：marais）。
在一些中文文献中被直译为“马桑山”。

## 历史

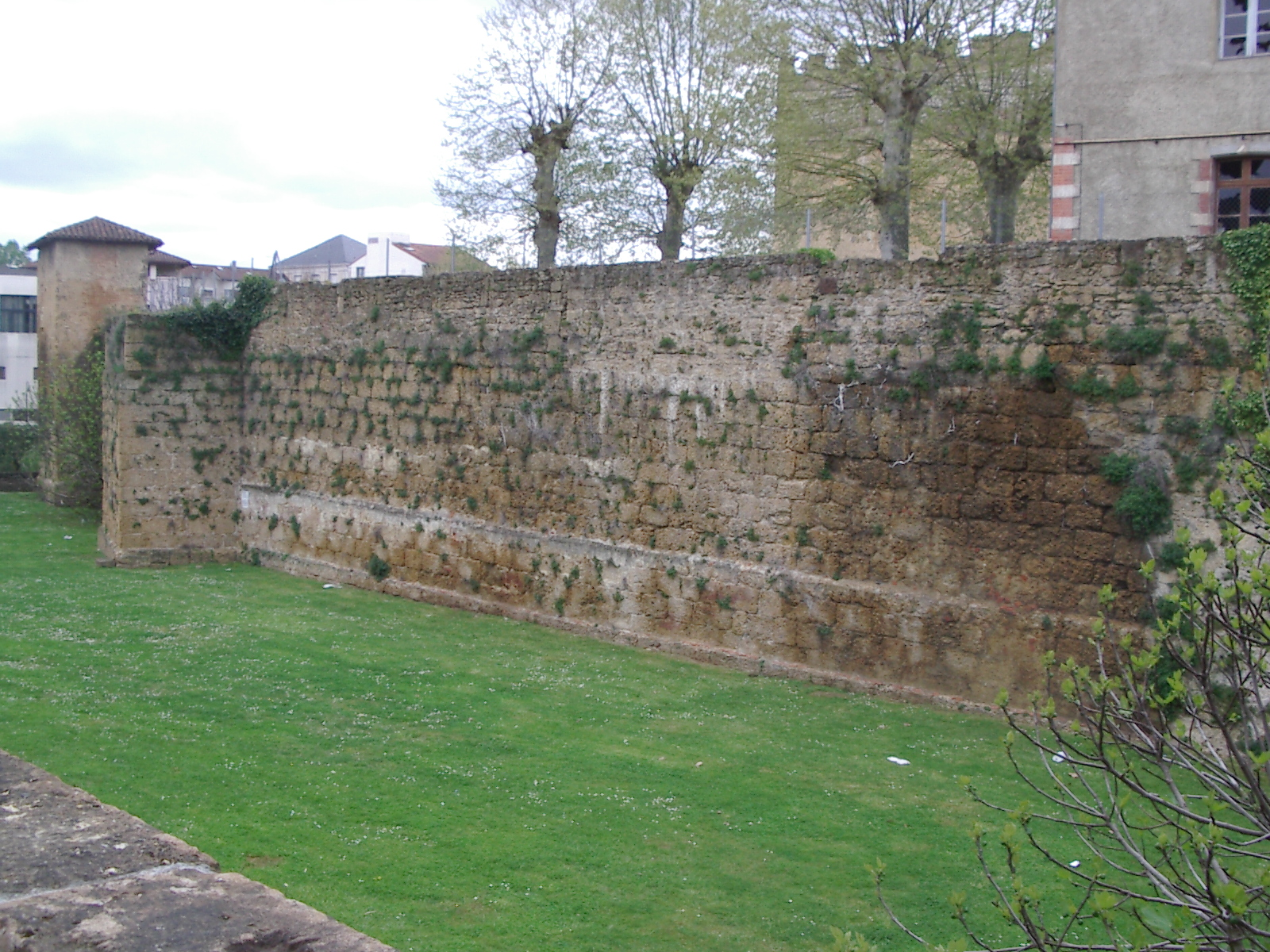
蒙德马桑城墙遗址

蒙德马桑市区内曾出土高卢时期的文物，但当地的建城史则始于12世纪，彼时，男爵马桑的皮埃尔在杜兹河与米杜河交汇处修建城池，出现了三个村落：新堡、旧堡和枫丹堡，分别位于两河交汇处、两河交汇处后方和河流南岸。由于杜兹河和米杜河均为重要的水运通道，蒙德马桑因此成为重要的商业码头。中世纪中后期，英格兰军队长期侵占包括蒙德马桑在内的法国西南部地区，直至1517年才被阿尔布雷家族重新控制。法国大革命后，尽管人口数量只有達克斯的一半，但因蒙德马桑相对远离西班牙边境，最终被选定为朗德省的省会。工业革命时期，蒙德马桑成为一个区域性的铁路枢纽，而内河蒙德马桑港则于1903年关闭。20世纪后，蒙德马桑人口数量增加，超过了达克斯，城市也开始向四周发展。

## 地理

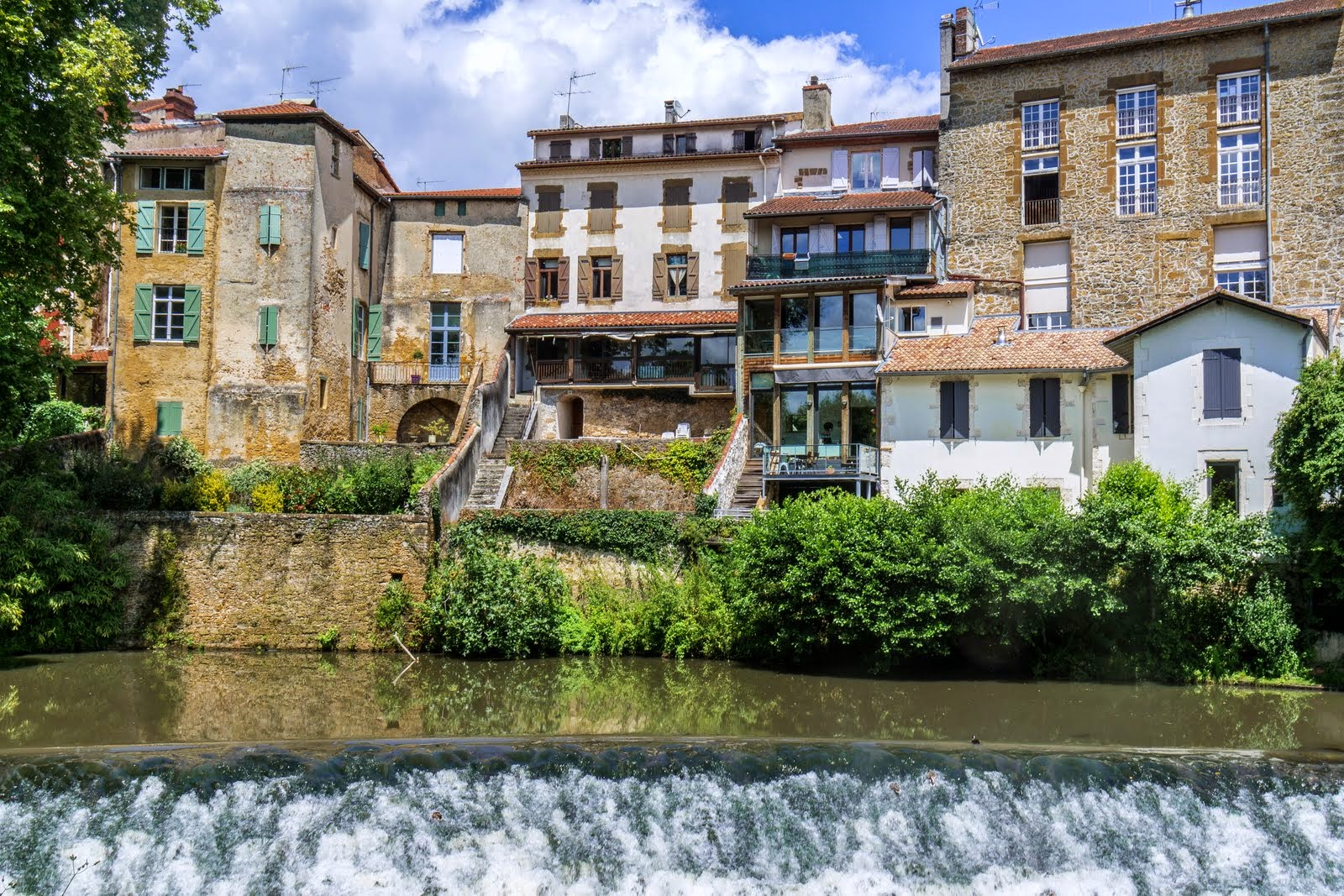
米杜河畔的蒙德马桑

蒙德马桑位于法国西南部，新阿基坦大区中南部和朗德省东部，距离大区首府波尔多的公路里程大约为128公里。与蒙德马桑接壤的市镇包括：于沙克和帕朗蒂斯、布列塔尼德马尔桑、康佩特和拉莫莱尔、马兹罗勒、圣阿维、圣皮埃尔迪蒙。
蒙德马桑周边地区被称为“马尔桑地区”。

### 地形
蒙德马桑位于阿基坦盆地腹地，境内地势平坦，南侧有少量浅丘，全境海拔在23到97米之间。

### 水文
蒙德马桑被称为“三河之城”（la Ville aux Trois Rivières）：米杜河与杜兹河在蒙德马桑交汇，并形成米杜兹河，后者为阿杜尔河的支流。

### 植被
蒙德马桑属于温带落叶林区，其所处的朗德森林区是西欧面积最大的人工树林之一。蒙德马桑市区内的主要绿地公园包括让·拉莫公园（Parc de Jean Rameau）、艾蒂安·拉卡兹公园（Parc de Étienne Lacaze）等，均常年免费向公众开放。

### 气候
蒙德马桑在柯本气候分类法中属于较为典型温带海洋性气候，受海陆位置的影响，当地在一些年份易出现短时间狂风或暴雨天气。
蒙德马桑境内设有气象站，以下为该气象站的数据：
| 蒙德马桑1981年－2019年 | 蒙德马桑1981年－2019年 | 蒙德马桑1981年－2019年 | 蒙德马桑1981年－2019年 | 蒙德马桑1981年－2019年 | 蒙德马桑1981年－2019年 | 蒙德马桑1981年－2019年 | 蒙德马桑1981年－2019年 | 蒙德马桑1981年－2019年 | 蒙德马桑1981年－2019年 | 蒙德马桑1981年－2019年 | 蒙德马桑1981年－2019年 | 蒙德马桑1981年－2019年 | 蒙德马桑1981年－2019年 |
| 月份                   | 1月                    | 2月                    | 3月                    | 4月                    | 5月                    | 6月                    | 7月                    | 8月                    | 9月                    | 10月                   | 11月                   | 12月                   | 全年                   |
| ---------------------- | ---------------------- | ---------------------- | ---------------------- | ---------------------- | ---------------------- | ---------------------- | ---------------------- | ---------------------- | ---------------------- | ---------------------- | ---------------------- | ---------------------- | ---------------------- |
| 历史最高温 °C（°F）    | 22.5 (72.5)            | 26.7 (80.1)            | 29.2 (84.6)            | 32.1 (89.8)            | 35.3 (95.5)            | 40.4 (104.7)           | 41.2 (106.2)           | 42.5 (108.5)           | 37.1 (98.8)            | 33.6 (92.5)            | 26.4 (79.5)            | 23.9 (75.0)            | 42.5 (108.5)           |
| 平均高温 °C（°F）      | 10.7 (51.3)            | 12.4 (54.3)            | 16.1 (61.0)            | 18.1 (64.6)            | 21.8 (71.2)            | 25.1 (77.2)            | 27.6 (81.7)            | 27.7 (81.9)            | 24.9 (76.8)            | 20.2 (68.4)            | 14.1 (57.4)            | 10.9 (51.6)            | 19.1 (66.4)            |
| 日均气温 °C（°F）      | 6.2 (43.2)             | 7.1 (44.8)             | 10 (50)                | 12.1 (53.8)            | 15.9 (60.6)            | 19.2 (66.6)            | 21.4 (70.5)            | 21.3 (70.3)            | 18.3 (64.9)            | 14.6 (58.3)            | 9.5 (49.1)             | 6.6 (43.9)             | 13.5 (56.3)            |
| 平均低温 °C（°F）      | 1.6 (34.9)             | 1.8 (35.2)             | 3.9 (39.0)             | 6.2 (43.2)             | 10.1 (50.2)            | 13.3 (55.9)            | 15.2 (59.4)            | 15 (59)                | 11.7 (53.1)            | 9 (48)                 | 4.8 (40.6)             | 2.3 (36.1)             | 7.9 (46.2)             |
| 历史最低温 °C（°F）    | −19.8 (−3.6)           | −16.8 (1.8)            | −11.5 (11.3)           | −5.4 (22.3)            | −2.5 (27.5)            | 1.8 (35.2)             | 0 (32)                 | −11.1 (12.0)           | −0.5 (31.1)            | −10 (14)               | −10.4 (13.3)           | −14.5 (5.9)            | −19.8 (−3.6)           |
| 平均降水量 mm（）      | 78.5 (3.09)            | 69.4 (2.73)            | 70 (2.8)               | 87.8 (3.46)            | 82 (3.2)               | 63.3 (2.49)            | 54.4 (2.14)            | 64.6 (2.54)            | 70.1 (2.76)            | 91.6 (3.61)            | 98.2 (3.87)            | 87 (3.4)               | 916.9 (36.10)          |
| 月均日照時數           | 91.7                   | 109.3                  | 168.5                  | 172.7                  | 196                    | 209.9                  | 228.7                  | 217.5                  | 193.4                  | 145.6                  | 93.9                   | 81.2                   | 1,908.4                |
| 来源：infoclimat.fr    |                        |                        |                        |                        |                        |                        |                        |                        |                        |                        |                        |                        |                        |

## 行政区划
蒙德马桑是法国新阿基坦大区朗德省的一个市镇，编号为40192，它也是朗德省的省会。蒙德马桑下辖蒙德马桑区，管理蒙德马桑第一县和第二县，同时也是蒙德马桑城市圈公共社区的办公驻地。
法国国家统计与经济研究所（简称）在进行数据统计时，将蒙德马桑及相邻圣皮埃尔迪蒙设为蒙德马桑城市核心区，并将包括核心区在内的周边共47个市镇划为蒙德马桑城市区。同时，还将蒙德马桑市镇分为了12个“块区”（IRIS），以便于统计人口分布情况。

## 交通

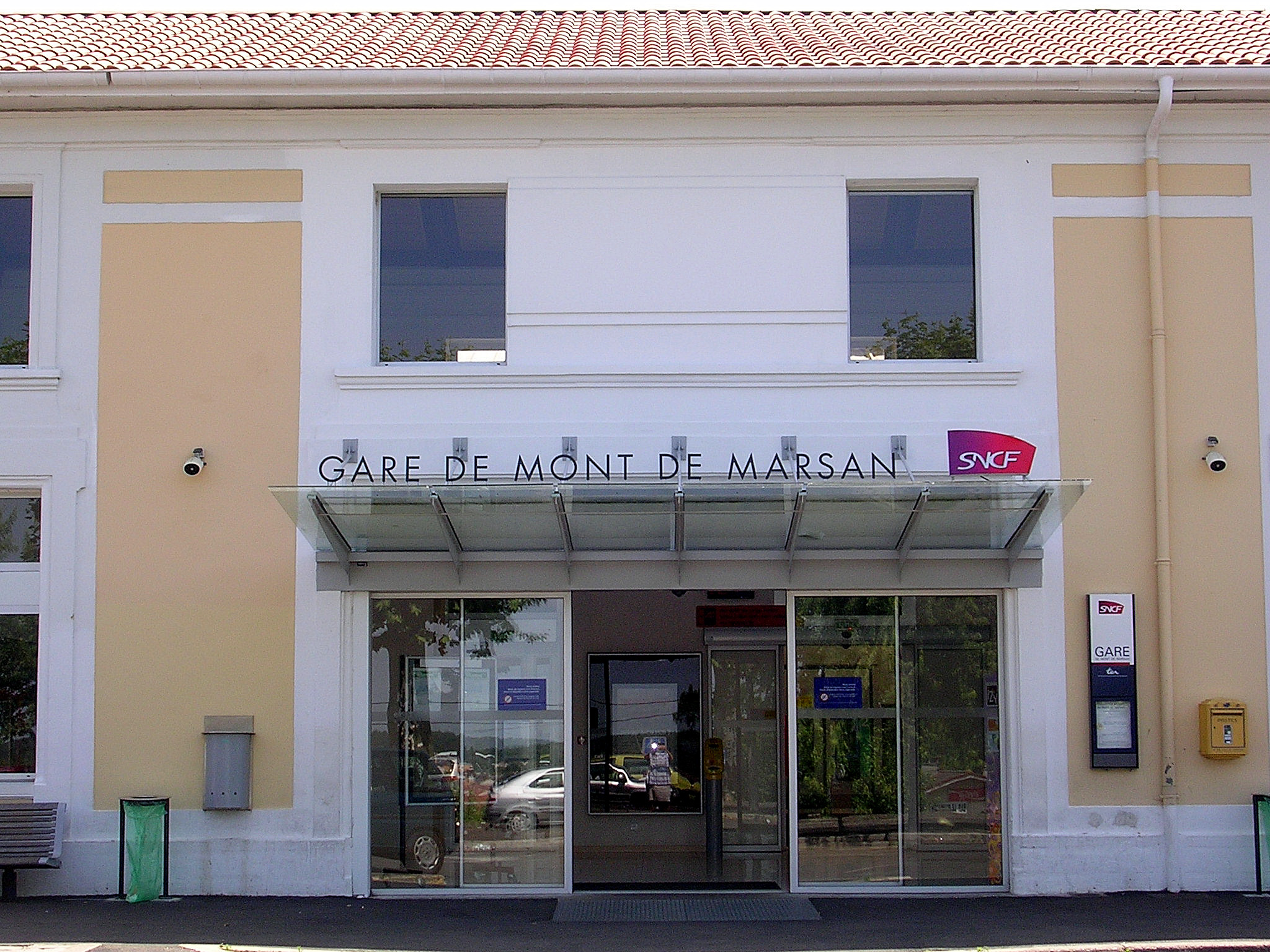
蒙德马桑火车站

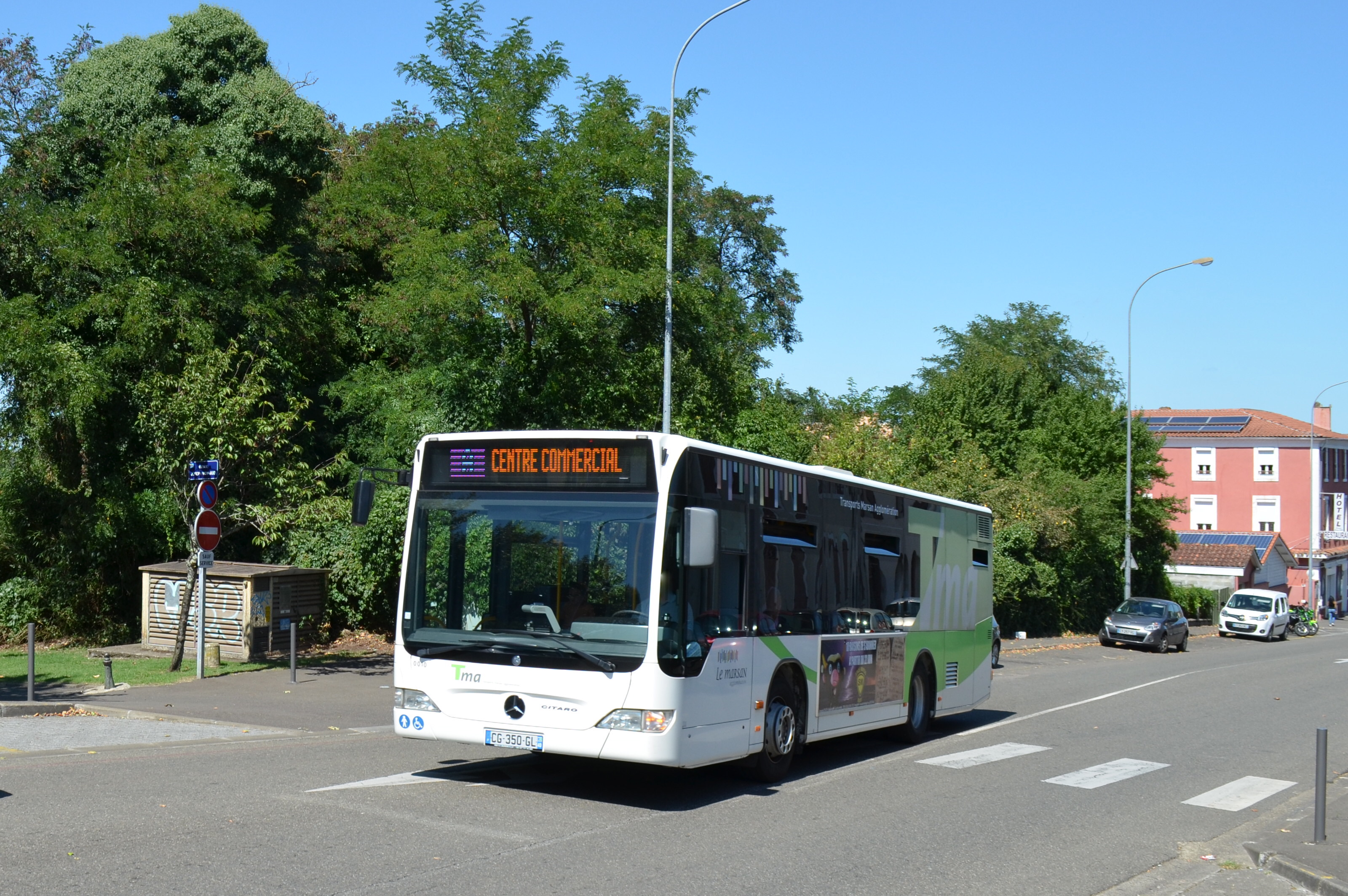
蒙德马桑的一辆公交车

### 公路
多条朗德省省道在蒙德马桑境内交汇，有校车线路可前往周边部分市镇。
新阿基坦大区公共交通开行由蒙德马桑出发前往阿让和波城方向的大巴车线路；朗德省城际客运开行前往達克斯及蒙德马桑周边部分市镇的班车。
2016年，76.5%的蒙德马桑家庭拥有至少一辆的私人汽车。同年，蒙德马桑境内共发生各类交通事故17起，造成1人遇难，18人受伤。

### 铁路
蒙德马桑位于莫尔桑克斯－比戈尔地区巴涅尔铁路上，该铁路蒙德马桑以东的路段已基本废弃。蒙德马桑站位于市区西南部，每天开行数班前往波尔多的区域列车，全程需要约1.5小时。

### 航空
距离蒙德马桑最近的民用航空站为波尔多-梅里尼亚克机场，距离蒙德马桑市中心的公路里程约135公里。

### 城市公共交通
蒙德马桑城市公共交通（商业名称为）是当地的城市公共交通系统，截至2020年5月，该系统共有6条市区公交线路，路网覆盖了当地的主要街道及周边的部分市镇。

## 政治

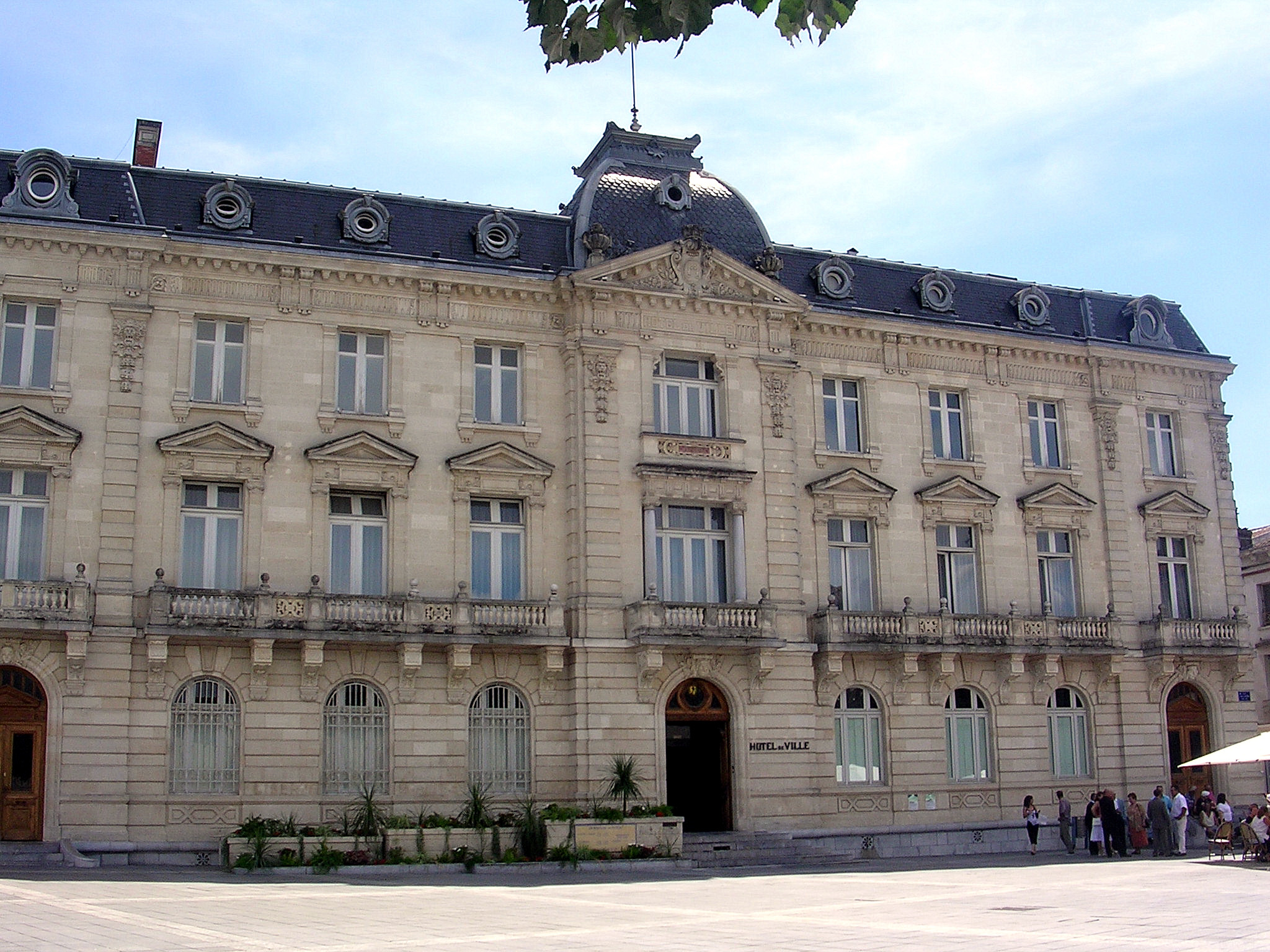
蒙德马桑市政厅

蒙德马桑的现任市长为夏尔·达约先生（Charles Dayot），自2017年起担任，其前任热纳维耶芙·达里厄塞克女士在2014年的市政选举中获得了56.01%的支持率。
在2017年的法国总统大选中，法国第25任总统埃马纽埃尔·马克龙在蒙德马桑获得了72.2%的支持率。
| 蒙德马桑历届市长 |                       |                                         |
| 任期             | 市长                  | 党派                                    |
| 1944年－1947年   | 马塞尔·达维德         | SFIO工人国际法国支部                    |
| 1947年－1962年   | 罗贝尔·贝松           | UNR新共和国联盟                         |
| 1962年－1983年   | 夏尔·拉马克-康多      | SFIO工人国际法国支部 →DVG左翼无党派人士 |
| 1983年－2008年   | 菲利普·拉贝里         | PS社会党                                |
| 2008年－2017年   | 热纳维耶芙·达里厄塞克 | MoDem民主运动                           |
| 2017年－         | 夏尔·达约             | MoDem民主运动                           |

## 人口
2017年，蒙德马桑市镇人口数量为29,554，在法国排名第279位。其中男性14,363人，女性15,522人，75岁及以上人口占9.4%，外籍人口数量为1,427人，人口密度为801人/平方公里，当地居民被称为（男性）或（女性）。2018年，蒙德马桑境内出生283人，死亡人口278人。
| 年份   | 1936   | 1946   | 1954   | 1962   | 1968   | 1975   | 1982   | 1990   | 1999   | 2006   | 2011   | 2016   | 2017   |
| ------ | ------ | ------ | ------ | ------ | ------ | ------ | ------ | ------ | ------ | ------ | ------ | ------ | ------ |
| 人口數 | 13,009 | 14,055 | 17,120 | 20,191 | 24,444 | 26,166 | 27,326 | 28,328 | 29,489 | 30,230 | 31,188 | 29,885 | 29,554 |

## 经济
蒙德马桑是一个区域性的中心城市，朗德省工商会的所在地，当地共有各类用人单位4,352家，平均历史为17年，行政、医疗及社会服务是当地的主要就业岗位类型

## 财政收入
2018年，蒙德马桑的财政收入总额为27,132,000欧元，财政支出总额为24,362,000欧元，当年的债务总额为37,686,200欧元。
2014年，蒙德马桑的人均收入总额为2,455欧元，其中高职人员为3,897欧元，普通职员为1,818欧元。
2016年，蒙德马桑境内的青壮年（15至64岁）失业率为15.4%，当地43.2%的家庭拥有纳税资格。

## 社会事务

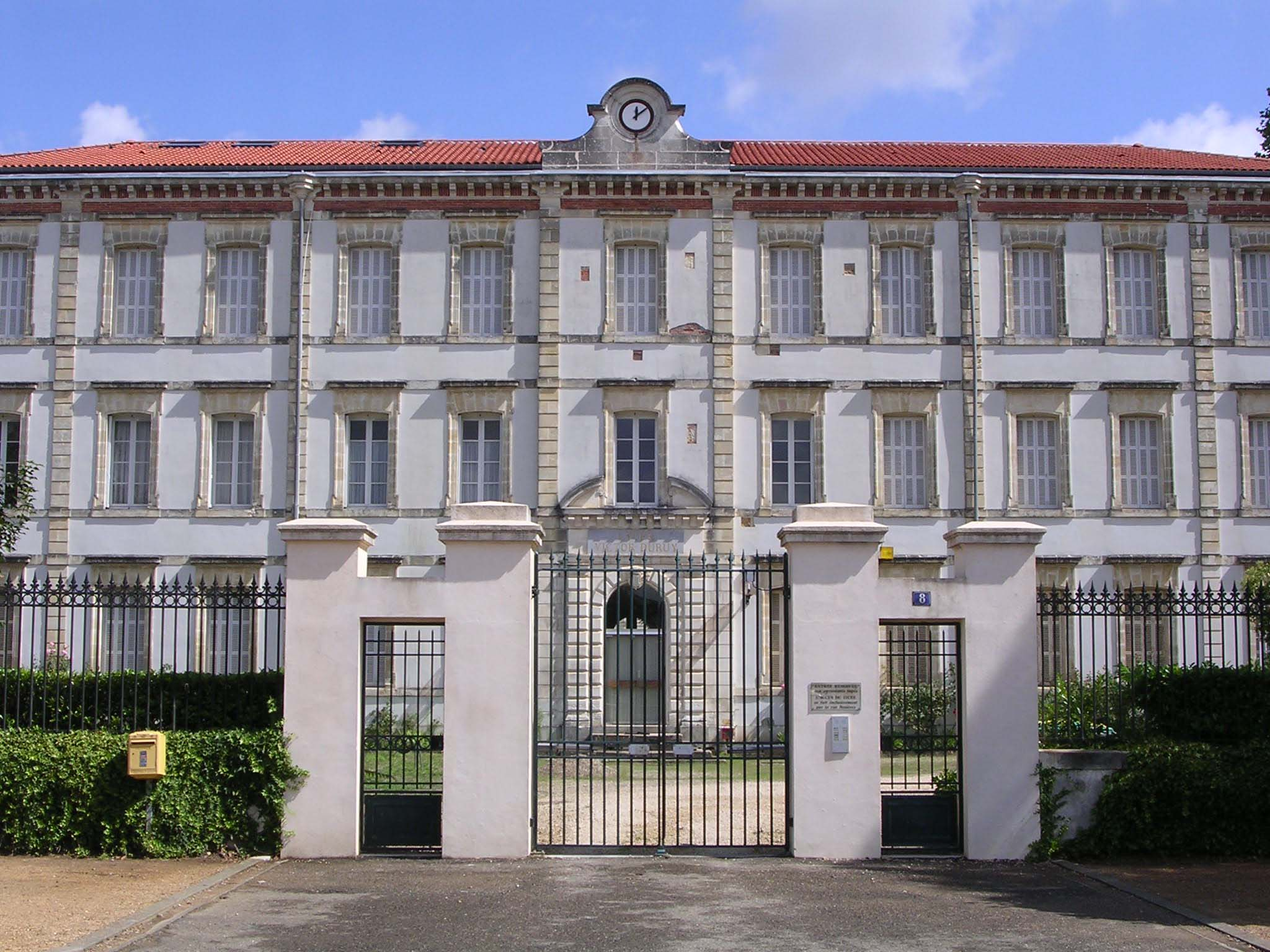
蒙德马桑的一个高级中学

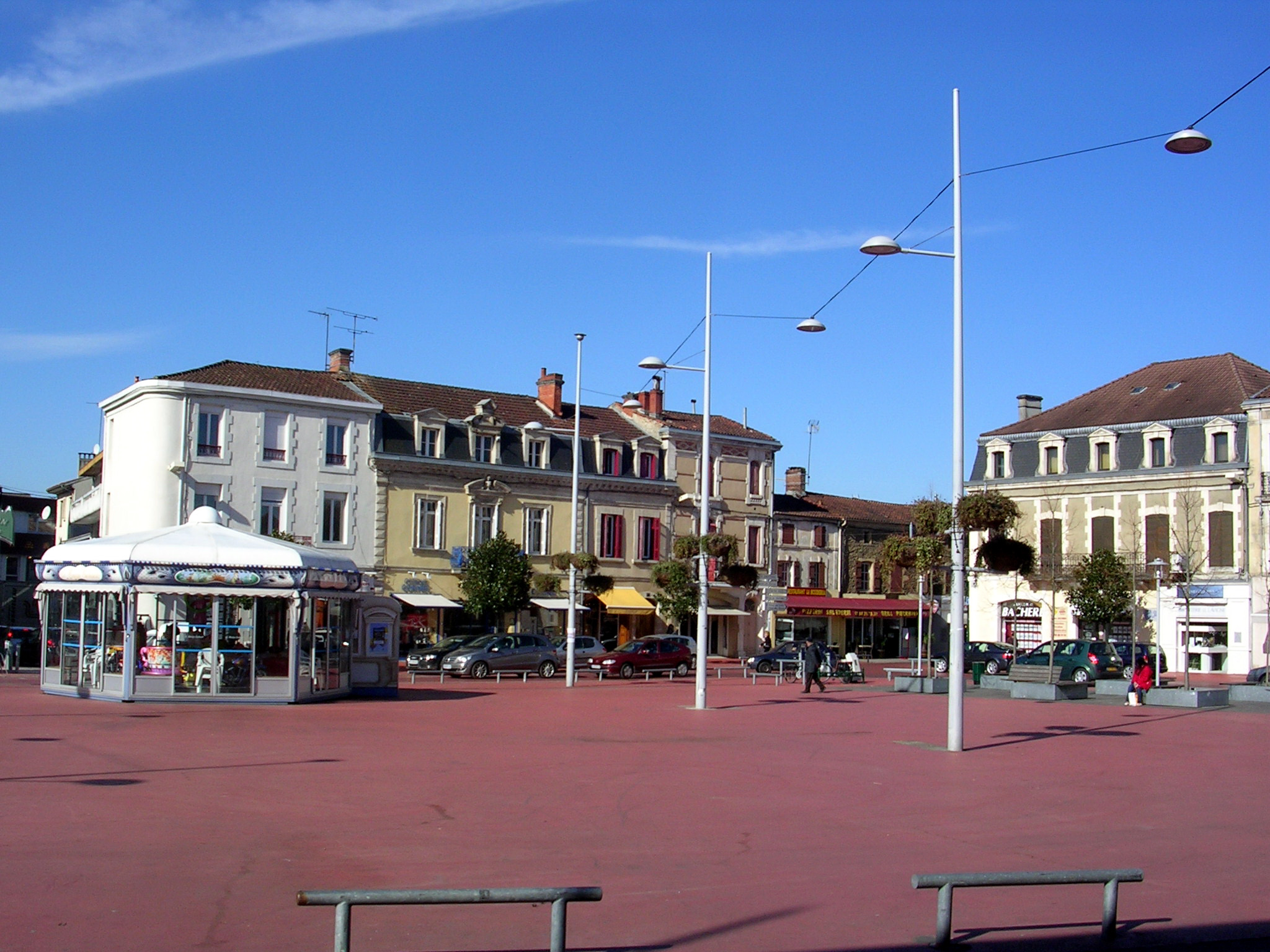
市中心的圣罗克广场

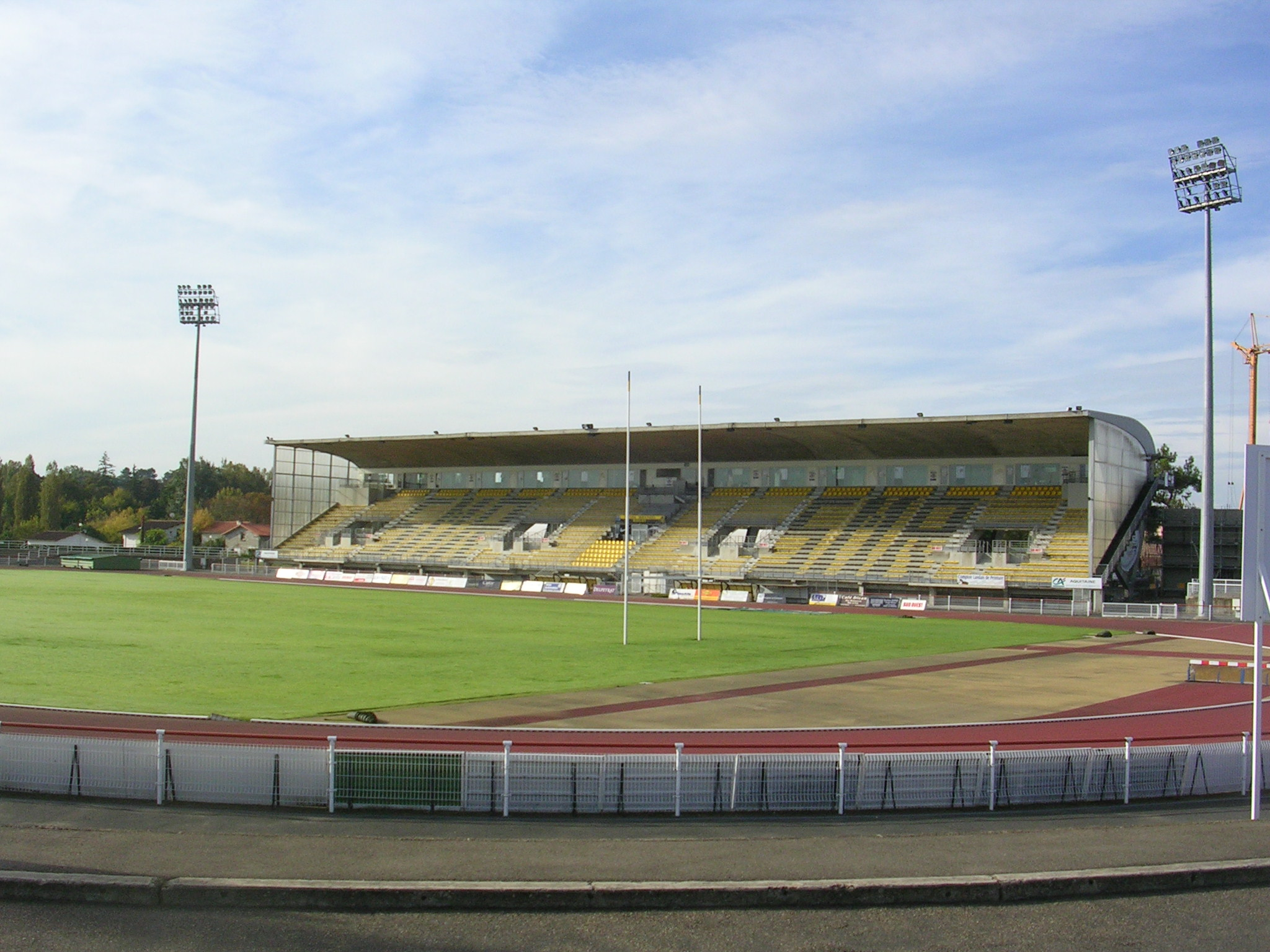
安德烈和居伊-博尼法斯球场

### 教育
蒙德马桑属于波尔多学区。截止2018年1月1日，蒙德马桑境内共有8所幼儿园、11所小学、4所初级中学、2所普通高中、1所农业高中和2所职业高中。 2018至2019学年度，蒙德马桑境内共有在校中小学生4017名。
在高等教育方面，波城大学在蒙德马桑设有一个校区，部分专业在此授课。

### 医疗
截止2018年1月1日，蒙德马桑境内共有全科医生34名、保健师31名、牙医29名、护士54名、眼科医生1名、皮肤科医生4名、助产士2名和妇科医生4名。境内共有药房15家，养老院4家，残疾人帮扶中心7家。
蒙德马桑中心医院，全名为“蒙德马桑-源泉地区市际中心医院”（Centre hospitalier Intercommunal de Mont de Marsan et du Pays des Sources），是一个区域性的公立医疗系统，在蒙德马桑市区设有两个病区，设有床位749个，是当地规模最大的综合性医院。

### 住房
2016年，蒙德马桑境内共有各类住房16,304套，其中88.7%为常住房屋。集中式居民区主要分布在市区北部的玛德莲街区。

### 商业
2017年，蒙德马桑境内共有各类商铺1,784家，其中餐饮服务类714家。市区南部建有大型开放式商业街区。

### 体育
2018年，蒙德马桑境内共有1家游泳池、10间健身房、3座综合体育场、26处网球场、1处马术场、8处足球或橄榄球场、9处篮球或排球场以及1处高尔夫球场。
蒙德马桑因橄榄球而闻名，蒙德马桑橄榄球体育俱乐部是当地的一支橄榄球队，成立于1908年，2020至2021赛季参加法国橄榄球乙级联赛，其主场安德烈和居伊-博尼法斯球场于2017年进行了大规模翻新，可同时容纳超过1.6万名观众，是当地规模最大的体育设施。
蒙德马桑足球体育俱乐部是当地的一支足球队，成立于1921年，2020至2021赛季参加法國全國乙組聯賽（法丁）。

### 环境
蒙德马桑的环境事务由其所属的公共社区负责。2017年，蒙德马桑境内共有6家污染企业。

### 治安
2014年，蒙德马桑及附近地区共发生各类案件2,636起，其中盗窃类案件1,676起，经济类案件217起，毒品交易类案件133起。
法国空军118部队驻扎于蒙德马桑。

## 文化

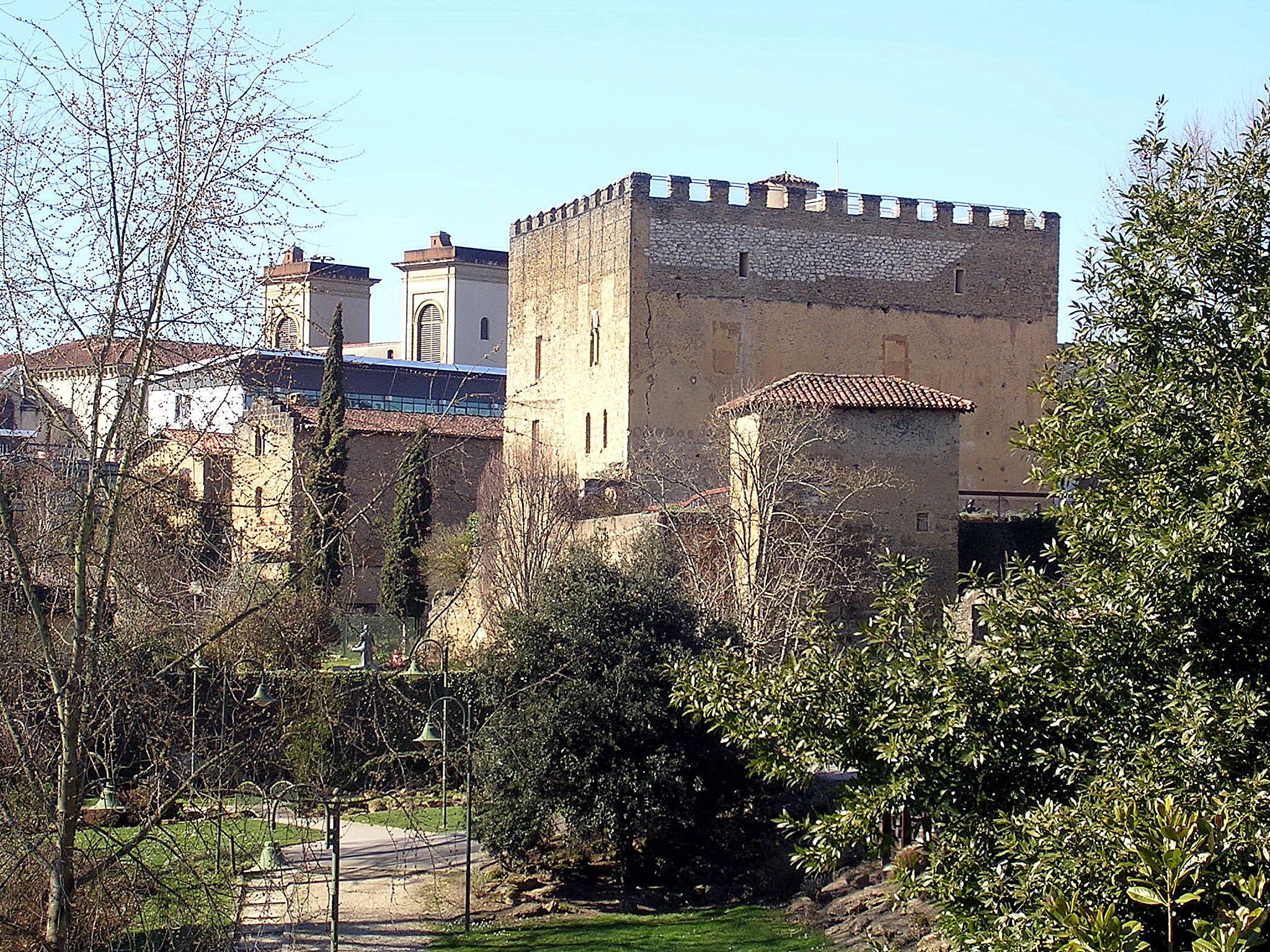
拉卡塔伊碉楼（前方）和玛德莲教堂（后方）

2018年，蒙德马桑境内共有1个剧场、2个电影院、1个博物馆和1个音乐厅，其中蒙德马桑市政大剧场建于1830年，而蒙德马桑市政府提供多媒体中心，向公众全年开放。

### 建筑
蒙德马桑境内有多处法国国家文物保护单位，其中拉卡塔伊碉楼、蒙德马桑聖女玛大肋納堂、蒙德马桑城墙遗址等为当地的代表性建筑物。

### 旅游
2020年，蒙德马桑境内共有10个宾馆共计221间房间。

### 媒体
法国主要的媒体均可在蒙德马桑接收，法国电视三台下属的新阿基坦大区频道在部分时段播出蒙德马桑所属区域的地方新闻。

## 相关人物
前法国总理、外交部长和波尔多市长阿兰·朱佩出生于蒙德马桑。

## 友好城市
截至2020年5月，蒙德马桑共与两座城市互为友好城市关系：
- 瑞典 阿灵索斯
- 西班牙 图德拉